# Heinrich Gustav Reichenbach

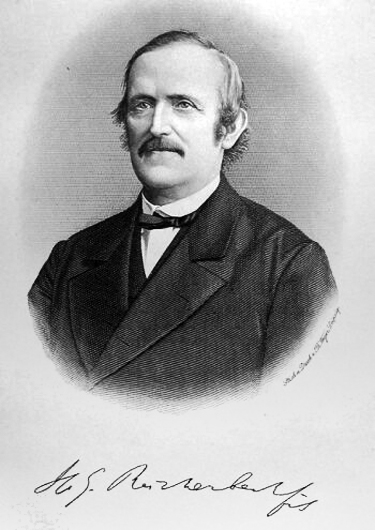
Heinrich Gustav Reichenbach

Heinrich Gustav Reichenbach (* 3. Januar 1824 in Dresden; † 6. Mai 1889 in Hamburg) war ein sächsischer, deutscher Botaniker. Er war vor allem auf Orchideen spezialisiert. Sein offizielles botanisches Autorenkürzel lautet „Rchb.f.“

## Leben
Er war Sohn des Botanikers Heinrich Gottlieb Ludwig Reichenbach (1793–1879), der auch die Icones Florae Germanicae et Helveticae schrieb. Von daher erklärt sich der Zusatz „f.“ oder „fil.“ zu seinem botanischen Namenskürzel, vom lateinischen filius „Sohn“.
Heinrich Gustav Reichenbach begann bereits mit 18 Jahren, Orchideen zu studieren und seinem Vater beim Schreiben zu assistieren.
1852 promovierte er mit einer Arbeit über Orchideen-Pollen und wurde 1863 Professor für Botanik und Direktor des Botanischen Gartens in Hamburg. Im Jahr 1854 wurde er zum Mitglied der Leopoldina gewählt.
Gerade zu dieser Zeit wurden sehr viele neu entdeckte Orchideenarten aus Südamerika und Asien nach Europa gesandt und Reichenbach identifizierte, beschrieb und klassifizierte eine Vielzahl dieser Arten.
Nach dem Tod von John Lindley, dem Vater der modernen Orchideenkunde im Jahr 1865 wurde Reichenbach zum weltweit führenden Orchideenexperten.
Seinen reichhaltigen Nachlass, bestehend aus Herbarium und Bibliothek, vermachte er dem Naturhistorischen Museum Wien, und nicht, wie man vermuten könnte, dem Botanischen Garten in London, unter der Bedingung, dass dieser 25 Jahre lang nicht zu Rate gezogen werde. Zu diesem Schritt entschied sich Reichenbach möglicherweise aus einem Vorbehalt gegenüber Robert Allen Rolfe, einem autodidaktischen Orchideen-Experten, der zum führenden Taxonomen in London berufen wurde.
Nach Reichenbachs Tod wurde seine Arbeit von Friedrich Wilhelm Ludwig Kraenzlin (1847–1934) fortgesetzt.

## Ehrungen
Nach Heinrich Gustav Reichenbach wurden die Orchideengattungen Reichantha Luer und Reichenbachanthus Barb.Rodr. benannt.

## Werke
- Xenia orchidacea. (1854–1900).
- Deutschlands Flora … Band 13/14–22 (1850–1886).
- Otia botanica hamburgensia. (1878–1881).